# Herb gminy Warnice
Herb gminy Warnice – jeden z symboli gminy Warnice, ustanowiony 27 kwietnia 2012.

## Wygląd i symbolika

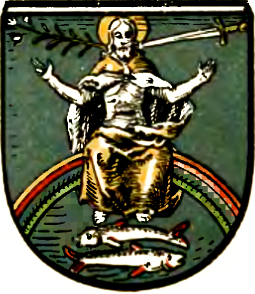
Herb Wierzbna według O. Huppa

Herb przedstawia na tarczy w polu błękitnym tronującego na tęczy Jezusa Chrystusa z rozciągniętymi rękoma; po obu stronach głowy gałązka lilii i miecz luzem; u jego stóp, pod tęczą, dwie płynące ryby w słup zwrócone w przeciwnych kierunkach. Herb jest zaczerpnięty bezpośrednio z herbu dawnego miasta Wierzbno, obecnie wsi na terenie gminy.